# Sarah Austmann
Sarah Austmann, coniugata Zierhut (Greven, 31 gennaio 1985), è un'ex cestista tedesca.
Alta 178 cm, gioca come guardia-ala.

## Carriera
Con la Germania ha disputato due edizioni dei Campionati europei (2007, 2011).